# Tony Williamson
Tony Williamson, född 18 december 1932 i Manchester, England död 19 juni 1991, var en engelsk manusförfattare.

## Filmmanus i urval
- 1981 – Fem dagar i december (TV-serie)
- 1985 – Röd snö (TV-serie)